# 長槍会
長槍会（ちょうそうかい）は、清末に山東省で蜂起した民衆反乱軍。
咸豊年間に山東省曹州府菏沢県では生員の郭秉均を中心に、劉占考・倪広和・焦桂昌らによって「一心団」という団練が組織されていた。一心団は長矛を主要な武器としていたため、長槍会とも呼ばれた。彼らは黄河流域の船の荷物の積み下ろしで利益をあげ、10万人規模に膨れ上がり、菏沢・曹県・濮州・定陶一帯に広まった。しかし長槍会の拡大は清朝の警戒を呼び、1860年に捻軍が山東省に迫ると、山東団練大臣から圧迫を受けるようになり、蜂起を迫られた。長槍会は范県を占領し、大運河の輸送船を襲って、清軍をしばしば破った。しかし1861年、センゲリンチン（僧格林沁）・勝保（シェンバオ）率いる清軍に敗れ、劉占考は降伏し、郭秉均は余党を率いて捻軍に合流した。また一部は黄河と大運河の交差地帯で闘争を続けた。